# Stylogomphus shirozui
Stylogomphus shirozui – gatunek ważki z rodziny gadziogłówkowatych (Gomphidae). Występuje na Tajwanie. Opisał go Syoziro Asahina w 1966 roku. W 1984 roku opisał on też podgatunek S. s. watanabei z japońskiej wyspy Iriomote, z tym że jego status jest niepewny – bywa on traktowany jako podgatunek Stylogomphus ryukyuanus.